# 桑克冰原島峰
76°40′S 161°25′E / 76.667°S 161.417°E
桑克冰原島峰（英語：Sunker Nunataks）是南極洲的冰原島峰，位於維多利亞地的斯科特海岸，屬於康沃伊山脈的一部分，處於北風冰川東面，由新西蘭研究隊命名。